# Есламабад (Урмія)
Есламабад (перс. اسلام اباد) — село в Ірані, входить до складу дехестану Дул у Центральному бахші шахрестану Урмія провінції Західний Азербайджан.